# Ford Escort RS Cosworth
Ford Escort RS Cosworth – samochód sportowy typu hot hatch klasy kompaktowej produkowany pod amerykańską marką Ford w latach 1992–1996.

## Historia i opis modelu

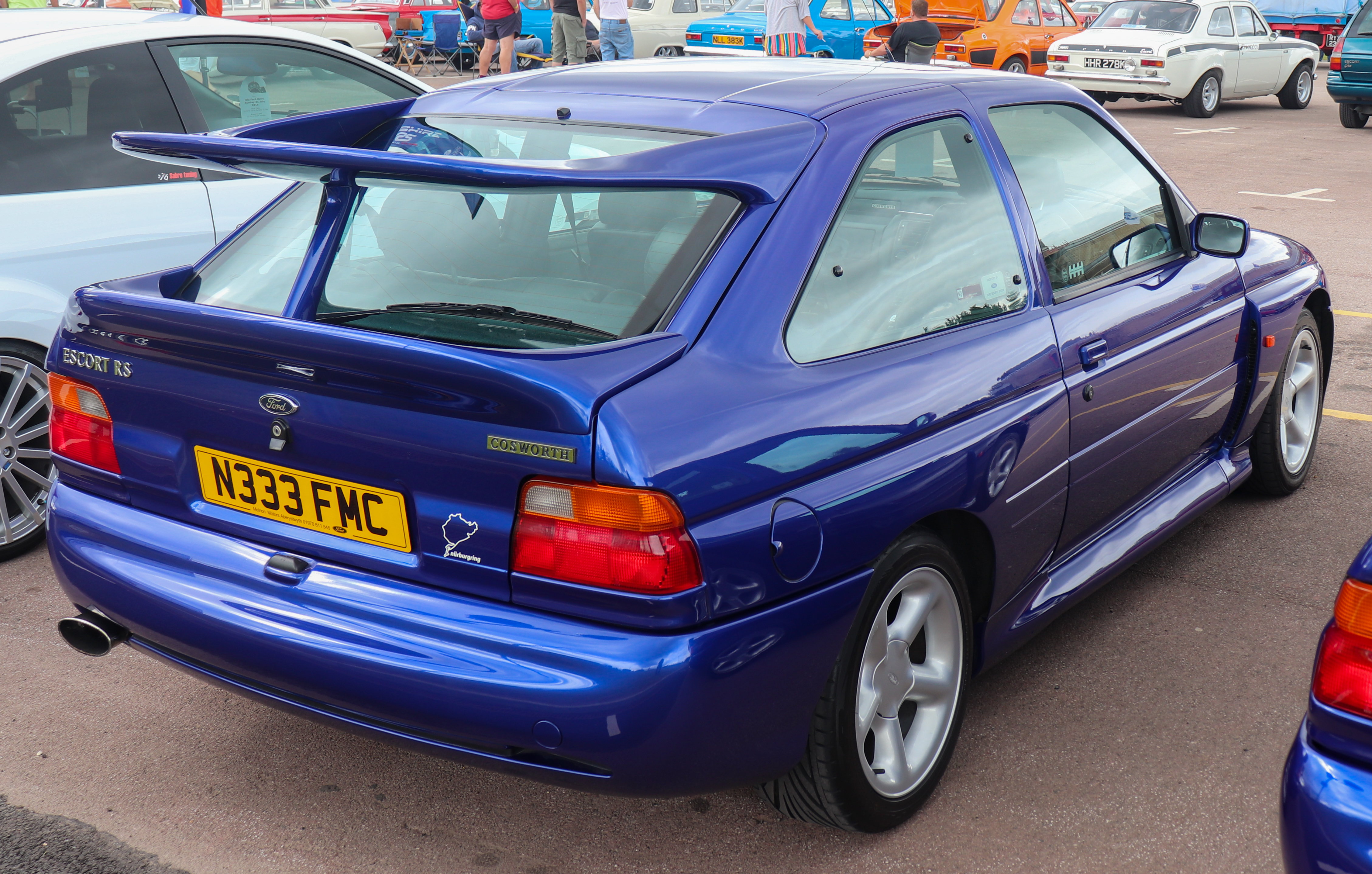
Ford Escort RS Cosworth - tył

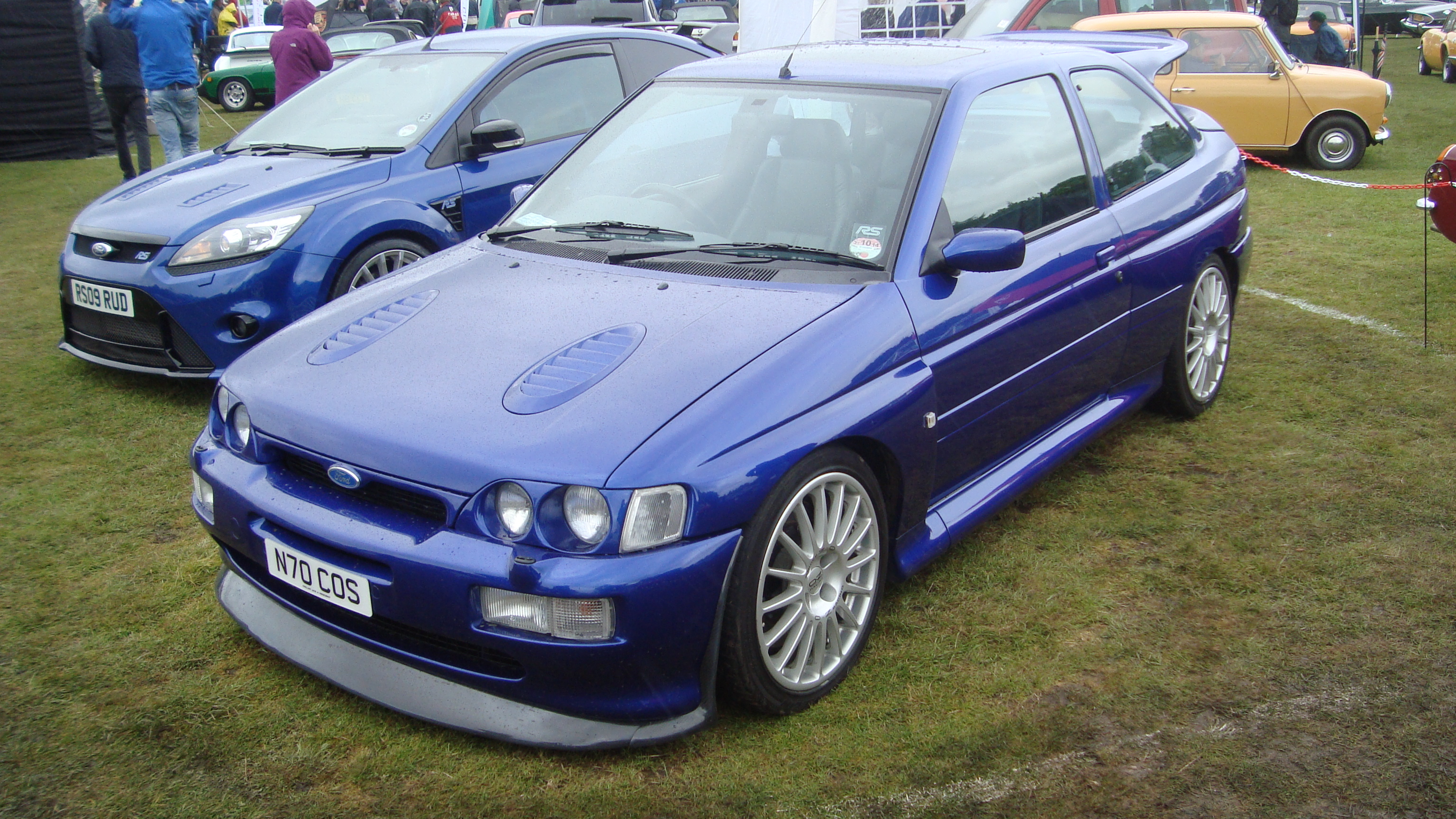
Ford Escort RS Cosworth po liftingu

Samochód oparto na skróconej płycie podłogowej Sierry 4x4. Przystosowano do niej nadwozie Escorta MkV odpowiednio zmodyfikowane przez Karmanna. Pierwsze 2500 egzemplarzy powstało w celu uzyskania homologacji pozwalającej na start w rajdach Grupy A FIA. 
W serii tej zastosowano turbosprężarkę Garett T3/T04B, silniki w nią wyposażone charakteryzowały się dużą turbodziurą. W drugiej serii Escorta użyto mniejszej turbiny Garett T25, co pozwoliło zniwelować niekorzystne zjawisko.
Z zewnątrz samochód wyróżniał się dużym spojlerem na klapie bagażnika. Wyprodukowano 7145 egzemplarzy wersji drogowej modelu.

### Wielkość produkcji
Źródło:
- 1992: 3448
- 1993: 1143
- 1994: 1180
- 1995: 1306
- 1996: 68

### Rajdy samochodowe

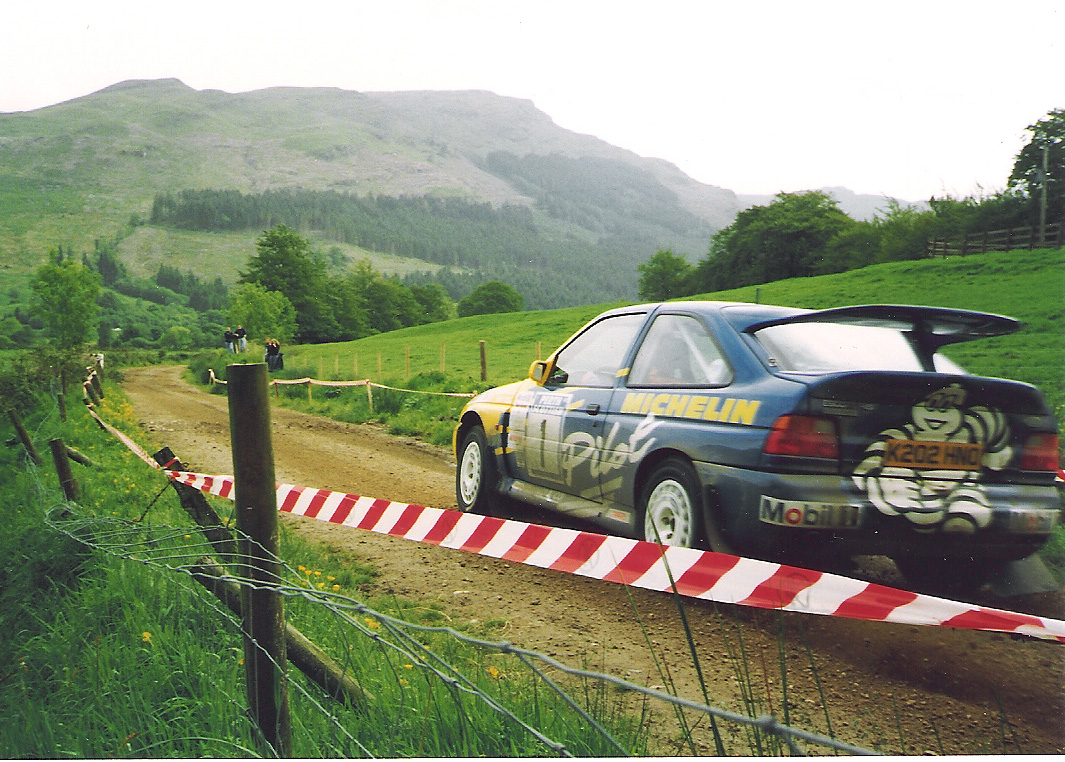
Malcolm Wilson w Escorcie RS Cosworth w czerwcu 1992 roku

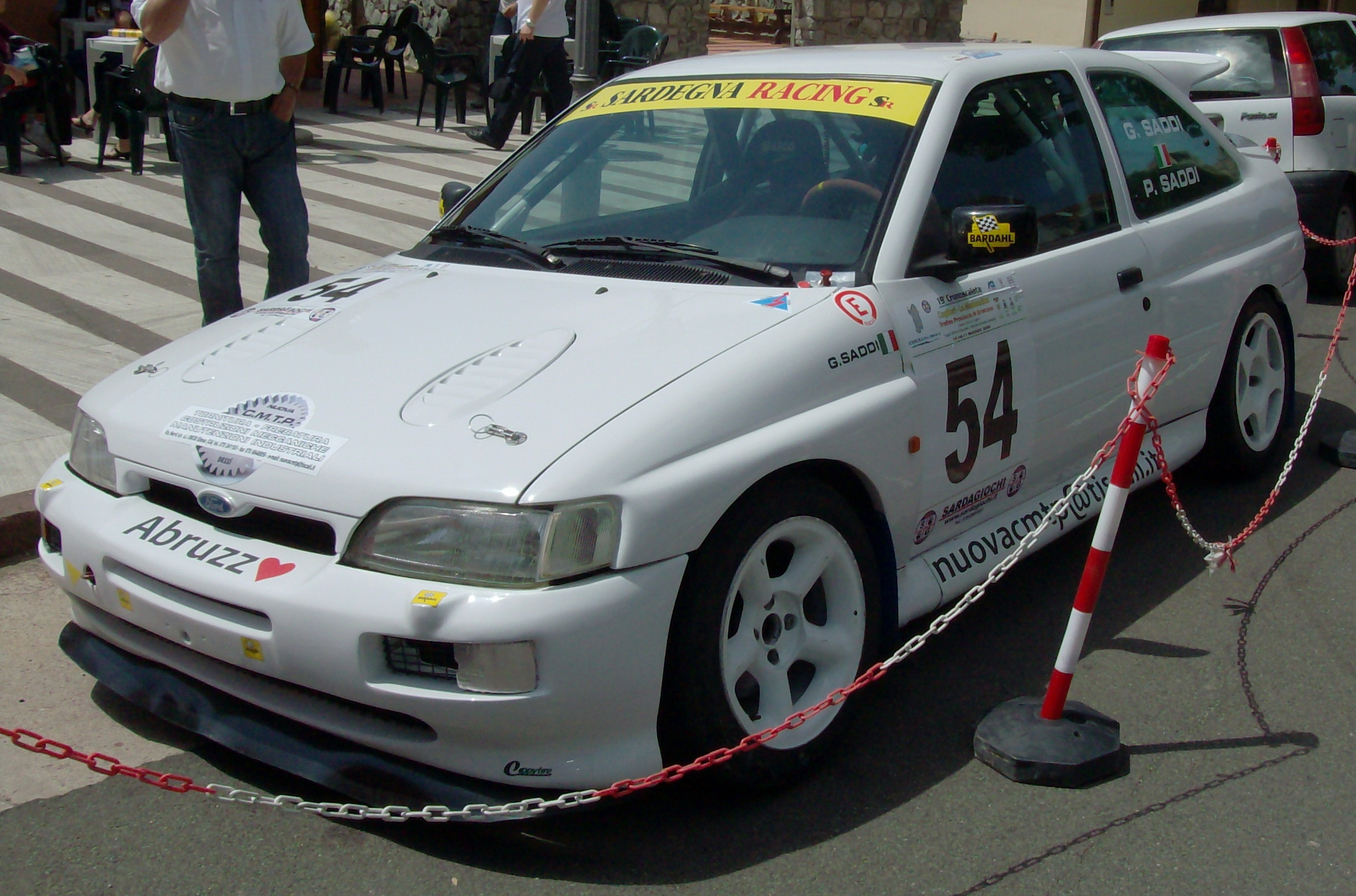
Ford Escort RS Cosworth na Cuglieri-La Madonnina

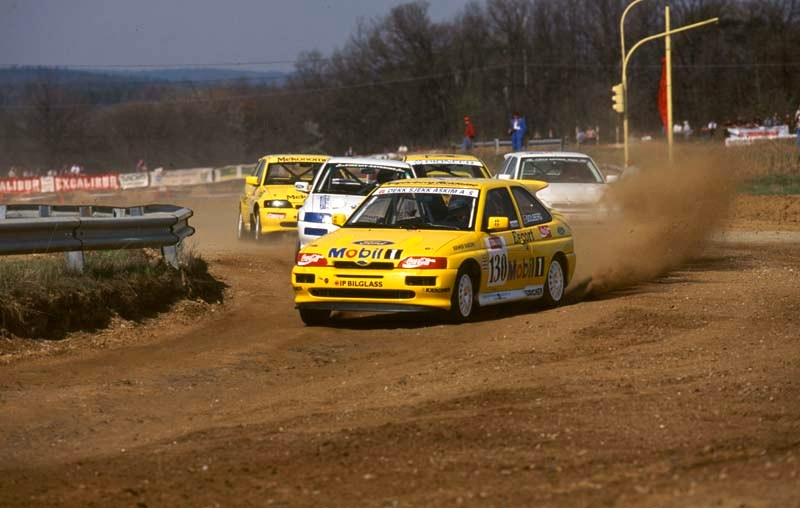
Ford Escort RS Cosworth Rallycross

Escort RS Cosworth startował w Rajdowych Mistrzostwach Świata. Zdobył pierwsze miejsce w: Rajdzie Hiszpanii 1993, Rajdzie Włoch 1993, Rajdzie Grecji 1993, Rajdzie Francji 1993, Rajdzie Portugalii 1993, Rajdzie Finlandii 1994 i Rajdzie Monte Carlo 1994. Za jego kierownicą zasiadali kierowcy tacy jak: François Delecour, Malcolm Wilson, Massimo Biasion, Patrick Snijers, Ken Block, Franco Cunico, Sebastian Lindholm czy też Carlos Sainz.

### Dane techniczne (wersja drogowa)
Silnik:
- R4 2,0 l (1993 cm³), 4 zawory na cylinder, DOHC
- Turbodoładowanie Garett T3/T04B
- Układ zasilania: elektroniczny wtrysk paliwa Marelli-Weber
- Stopień sprężania: 8,0:1
- Średnica cylindra × skok tłoka: 90,80 × 76,95 mm
- Moc maksymalna: 227 KM (167 kW) przy 6250 obr./min
- Maksymalny moment obrotowy: 304 N•m przy 3500 obr./min

Osiągi:
- Przyspieszenie 0-60 mph: 6,2 s
- Przyspieszenie 0-100 mph: 17,4 s
- Prędkość maksymalna: 220 km/h

### Dane techniczne (wersja rajdowa)
Jak drogowa, z wyjątkiem:
- Turbodoładowanie Garrett T35, ciśnienie doładowania 3 bary, zwężka 34 mm
- Moc maksymalna: 315 KM przy 6250 obr./min
- Maksymalny moment obrotowy: 450 N•m przy 5000 obr./min
- Skrzynia biegów: X-trac 6 biegowa sekwencyjna[5]
- Zmodernizowany układ zawieszenia i hamulcowy (przystosowane do rajdów)
- Masa własna: 1230 kg